# Čečejovce
Čečejovce (ungarisch Csécs) ist ein Ort und eine Gemeinde im Okres Košice-okolie (Košický kraj) im Osten der Slowakei, mit 2119 Einwohnern (Stand 31. Dezember 2024).

## Geographie
Der Ort liegt im Talkessel Košická kotlina (deutsch Kaschauer Talkessel) am Bach Čečejovský potok, sieben Kilometer von Moldava nad Bodvou und 22 Kilometer von Košice entfernt.
Zur Gemeinde gehört auch der Gemeindeteil Seleška, nördlich des Hauptortes gelegen.
Nachbargemeinden von Čečejovce sind Paňovce im Norden, Veľká Ida im Nordosten, Cestice im Osten, Buzica im Südosten, Rešica im Südwesten sowie Mokrance im Westen.

## Geschichte
Čečejovce wurde zum ersten Mal 1317 als Cech schriftlich erwähnt. Die ersten bekannten Gutsbesitzer im Ort stammen aus dem Geschlecht Perény, andere bedeutende Besitzer waren die Geschlechter Pédeny und Szirmay. Das Dorf wurde zwar nie von den Türken erobert, entvölkerte sich aber wegen der Angst eines Türkenangriffs. Erst im 18. Jahrhundert konnte das Dorf wieder besiedelt werden, mit überwiegend magyarischen Siedlern und wenigen Slowaken, Polen und Russinen. 1828 sind 136 Häuser und 1092 Einwohner verzeichnet.
Bis 1919 gehörte der im Komitat Abaúj-Torna liegende Ort zum Königreich Ungarn und kam danach zur Tschechoslowakei. 1938–45 war er auf Grund des Ersten Wiener Schiedsspruchs noch einmal Teil von Ungarn.

## Bevölkerung
| Jahr:                | 1994. | 2004.   | 2014.   | 2024.   |
| -------------------- | ----- | ------- | ------- | ------- |
| Anzahl der Personen: | 1874  | 1946    | 2105    | 2119    |
| Unterschied:         |       | +3,84 % | +8,17 % | +0,66 % |

| Jahr:                | 2023. | 2024.   |
| -------------------- | ----- | ------- |
| Anzahl der Personen: | 2112  | 2119    |
| Unterschied:         |       | +0,33 % |

## Sehenswürdigkeiten
- frühgotische Kirche aus dem 13. Jahrhundert, ursprünglich römisch-katholisch, heute zur reformierten Kirche gehörend
- klassizistische römisch-katholische Kirche St. Johannes aus dem Jahr 1800, 1949 fast völlig niedergebrannt und danach wieder erbaut
- klassizistisches Landschloss aus dem 18. Jahrhundert, gleich gegenüber liegt das Kriegsdenkmal an die Opfer der beiden Weltkriege

|  |

## Persönlichkeiten
- Géza von Horváth (1847–1937), ungarischer Arzt und Insektenkundler